# Diospyros hackenbergii
Diospyros hackenbergii är en tvåhjärtbladig växtart som beskrevs av Friedrich Ludwig Diels. Diospyros hackenbergii ingår i släktet Diospyros och familjen Ebenaceae. Inga underarter finns listade i Catalogue of Life.